# Air-France-Flug 212 (1969)
Der Air-France-Flug 212 (1969) (Flugnummer: AF212, Funkrufzeichen: AIRFRANS 212) war ein interkontinentaler Linienflug der Air France von Santiago de Chile zum Flughafen Paris-Orly mit planmäßigen Zwischenstopps in Lima, Quito, Bogotá, Caracas, Pointe-à-Pitre und Lissabon. Am 3. Dezember 1969 stürzte die an diesem Tag auf diesem Flug eingesetzte Boeing 707-328 drei Minuten nach dem Start vom Flughafen Caracas ins Meer, wobei alle 62 Insassen starben. Die Unfallursache konnte nie ermittelt werden, offizielle Angaben weisen jedoch auf einen Bombenanschlag hin. Im Jahr zuvor hatte sich auf dieser Route bereits ein schwerer Unfall mit einem Flug derselben Nummer ereignet, als im März 1968 eine Boeing 707 der Air France im Anflug auf Pointe-à-Pitre in einen Berg geflogen war.

## Maschine
Bei der verunglückten Maschine handelte es sich um eine Boeing 707-328, die 1963 im Werk von Boeing auf dem Boeing Field im US-Bundesstaat Washington mit der Modellseriennummer 335 und der Werknummer 18459 endmontiert wurde und zum Zeitpunkt des Unfalls sechs Jahre und achteinhalb Monate alt war. Der Erstflug der Maschine erfolgte am 13. März 1963, am 30. März 1963 wurde sie an die Air France ausgeliefert, wo sie mit dem Luftfahrzeugkennzeichen F-BHSZ und dem Taufnamen Château de Kerjean in Betrieb ging. Das vierstrahlige Langstrecken-Schmalrumpfflugzeug war mit vier Mantelstromtriebwerken des Typs Pratt & Whitney JT4A-9 ausgestattet.

## Passagiere und Besatzung
Den Flug auf dem Flugabschnitt von Caracas nach Pointe-à-Pitre hatten 62 Personen angetreten, darunter 41 Passagiere, vier Mitglieder der Cockpit- und sieben Mitglieder der Kabinenbesatzung, sowie eine weitere Flugbesatzung, bestehend aus vier Personen Cockpit- und sechs Personen Kabinenpersonal, die auf dem Flug als Dead-Head-Passagiere mitflogen.

## Unfallhergang
Das Flugzeug befand sich auf einem Linienflug von Santiago de Chile nach Paris mit Zwischenstopps in Quito (Ecuador), Caracas (Venezuela) und Pointe-à-Pitre (Guadeloupe). Die Piloten hatten nach dem Start die Freigabe für den Steigflug auf eine Höhe von 3.000 Fuß erhalten. Drei Minuten nach dem Start vom Flughafen Caracas, der bei Dunkelheit durchgeführt wurde, und damit gegen 18:05 Uhr, ging die Kontrolle über die Maschine verloren, die Boeing stürzte daraufhin ins Meer. Die Wassertiefe in der Gegend betrug etwa 160 Fuß.

## Ursache
Weder französische noch venezolanische Behörden veröffentlichten nach dem Unfall einen Abschlussbericht. Französische Behörden klassifizierten alle Dokumente in Zusammenhang mit dem Unfall als geheimdienstliche Unterlagen, die BEA-Dokumente im Zusammenhang mit der Untersuchung des Unfalls werden bis 2029 im Nationalarchiv aufbewahrt. In einem Schreiben vom 27. November 1970 erklärte das Zentrallabor der Polizeipräfektur jedoch, dass die technische Analyse der benachbarten Teile des linken Hauptgetriebes das Vorhandensein von Nitrozellulose, Nitroglycerin und einem Nitroderivat gezeigt habe. Diese hätten in Form von Spuren, die aus der Zersetzung von Dinitrotoluol oder möglicherweise Trinitrotoluol stammen könnten, vorgelegen.
Die Ermittler kamen zu dem Schluss, dass wahrscheinlich ein Dynamitsprengsatz im linken Hauptgetriebeschacht platziert worden war. Die Urheber des mutmaßlichen Bombenattentats konnten nie ermittelt werden.